# Димітріе Ґ. Ґіка
Димітріе Ґ. Ґіка (рум. Dimitrie Ghica; 31 травня 1816, Бухарест — 15 лютого 1897, Бухарест) — румунський політик і державний діяч. Видатний діяч румунської Консервативної партії. Міністр закордонних справ Князівства Румунії (з 16 листопада 1868 по 27 січня 1870). Міністр внутрішніх справ. Прем'єр-міністр Князівства Румунії (з 16 листопада 1868 по 27 січня 1870). Голова Сенату Румунії.

## Біографія
Представник вельможного балканського роду албанського походження — Ґіка. Син князя Ґриґорія IV Ґіка, господаря Волощини в 1822-1828.
Навчався у військових навчальних закладах Відня і Берліна. Деякий час служив офіцером російської імператорської гвардії. Пізніше був членом Апеляційного суду, служив в поліції, був першим префектом столиці, міністром внутрішніх справ.
Голова Палати депутатів (з травня 1871 по січень 1875 і з травня 1875 по лютий 1876) Голова Сенату Румунії, депутат законодавчих органів з 1879 по 1888 і з грудня 1895 по лютий 1897.
З 16 листопада 1868 по 27 січня 1870 очолював уряд Князівства Румунії. Обіймав одночасно пост міністра закордонних справ і міністра громадських робіт.
Прихильник ідей національної єдності, процвітання і стабільності держави.